# Мария Анна Австрийская (1770—1809)
Мария Анна Фердинанда Йозефа Шарлотта Йоханна Австрийская (21 апреля 1770, Флоренция — 1 октября 1809, Нойдорф, Румыния) — австрийская эрцгерцогиня, дочь императора Священной Римской империи Леопольда II и Марии-Луизы Испанской. Аббатиса терезинского монастыря в Праге.

## Биография

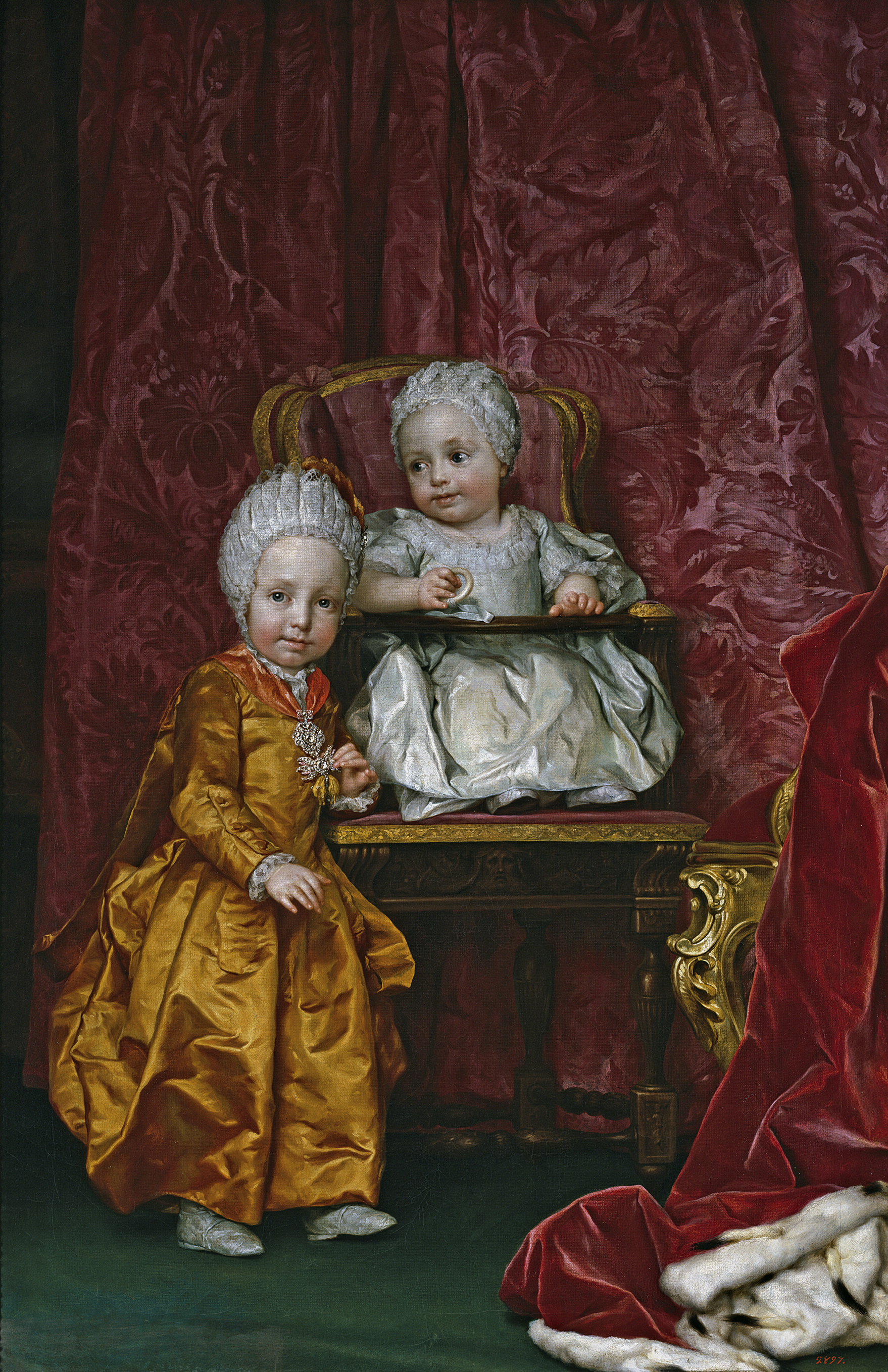
Мария Анна Австрийская со своим старшим братом Фердинандом (Антон Рафаэль Менгс, 1770 год)

Мария Анна родилась во Флоренции, столице Тосканы, где её отец был Великим герцогом в 1765—1790 годах. Мария Анна была четвёртым ребёнком из шестнадцати детей своих родителей. У неё было счастливое детство в окружении многочисленных братьев и сестёр. Мария Анна получила несколько иное воспитание, чем то, которое обычно давали королевским детям в то время: их воспитывали родители, а не свита слуг, а также их в значительной степени держали в стороне от любой церемониальной придворной жизни и учили жить просто, естественно и скромно.
Она стала аббатисой в терезинского монастыря в Праге в 1791 году. Она отправилась в Нойдорф, Арад, где умерла 1 октября 1809 года в возрасте 39 лет. В 1841 году австрийский император Фердинанд I в честь неё заказал мемориальную доску из каррарского мрамора.

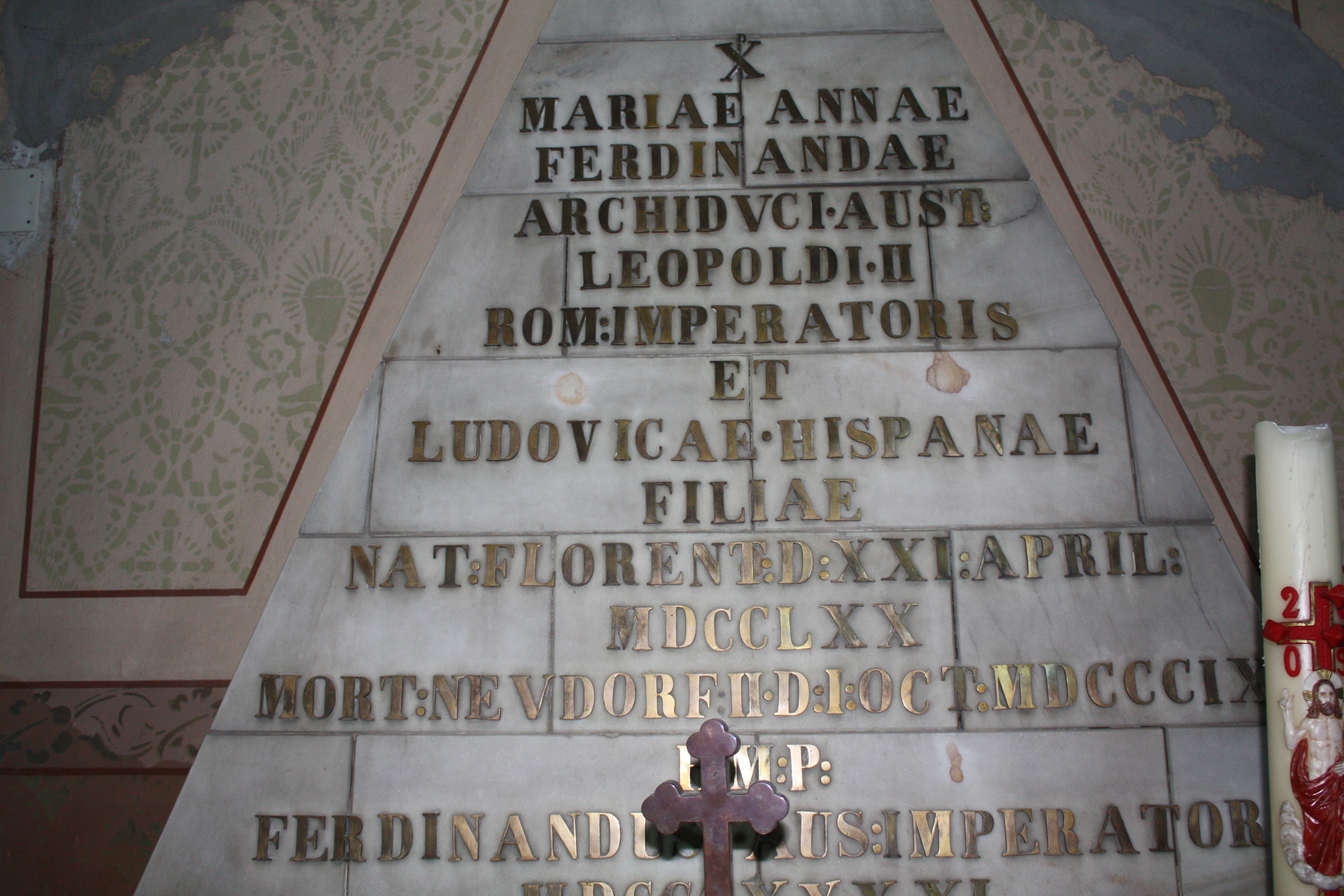
Мемориальная табличка Марии Анны Австрийской на месте захоронения

## Титулы и стили
- 22 апреля 1770 — 20 февраля 1790: Её Королевское Высочество эрцгерцогиня Мария Анна Австрийская, Принцесса Тосканская
- 20 февраля 1790 — 1 октября 1809: Её Королевское Высочество эрцгерцогиня Мария Анна Австрийская, Королевская принцесса Венгрии и Чехии